# Aphthonoides
Aphthonoides is een geslacht van kevers uit de familie bladkevers (Chrysomelidae).
De wetenschappelijke naam van het geslacht werd in 1885 gepubliceerd door Martin Jacoby.

## Soorten
- Aphthonoides bergeali Doeberl, 2005
- Aphthonoides beroni Gruev, 1985
- Aphthonoides besucheti Doberl, 1991
- Aphthonoides bhutanensis Doeberl, 2005
- Aphthonoides burckhardti Doeberl, 2005
- Aphthonoides carinipennis Scherer, 1989
- Aphthonoides castaneus Wang, 1992
- Aphthonoides himalayensis Medvedev, 1984
- Aphthonoides keralaensis Doeberl, 2005
- Aphthonoides konstantinovi Doeberl, 2005
- Aphthonoides langbianus Doeberl, 2005
- Aphthonoides latipennis Chen & Wang, 1980
- Aphthonoides lesagei Kimoto, 1996
- Aphthonoides lopatini Doeberl, 2005
- Aphthonoides picea Scherer, 1989
- Aphthonoides pilosellus Doeberl, 2005
- Aphthonoides prathapani Doeberl, 2005
- Aphthonoides pubipennis Wang, 1992
- Aphthonoides rugiceps Wang, 1992
- Aphthonoides schereri Doberl, 1991
- Aphthonoides sprecherae Doeberl, 2005
- Aphthonoides sumatranus Doeberl, 2005
- Aphthonoides taiwanicus Doeberl, 2005
- Aphthonoides vietnamicus Doeberl, 2005
- Aphthonoides warchalowskii Doeberl, 2005